# 部落解放文学賞
部落解放文学賞（ぶらくかいほうぶんがくしょう）とは、部落解放同盟が1974年に創設した文学賞。主催は、部落解放同盟中央本部と部落解放・人権研究所による実行委員会。応募作品は被差別部落の内外から募り、反差別の視点から選考される。入選者は『解放新聞』で名前を発表され、入選作品は『部落解放』誌の臨時増刊号に掲載される。
この賞を母胎として『部落解放詩集』『部落解放識字作品集』が刊行された。なお、特別賞（短歌）で狭山事件の石川一雄元受刑者が入賞したことがある。

## 部門
1. 識字
2. 記録文学
3. 小説
4. 詩
5. 児童文学
6. 戯曲
7. 評論

## 歴代選者
- 井上光晴
- 今江祥智
- 岩田直二
- 上野瞭
- 小野十三郎
- 鎌田慧
- 金時鐘
- 木村光一
- 黒古一夫
- 高良留美子
- 小刈米睍（戯曲部門第4回から第6回まで）
- 国分一太郎
- 杉浦明平
- 竹内泰宏
- 立松和平
- 野間宏
- 長谷川四郎（戯曲部門第1回から第3回まで）
- 原田伴彦
- 針生一郎
- 土方鐵
- 緑川亨
- 宮本研
- 村越末男（第11回から）
- 山下明生
- 芳地隆介